# ياسين الحظ
ياسين الحظ هو حارس مرمى كرة قدم مغربي من مواليد 5 مارس 1984 .

## إنجازاته
الرجاء البيضاوي
- الدوري المغربي الممتاز : 2009 ، 2011 ، 2013
  - الوصافة : 2014
- كأس العرش : 2013
- نهائي كأس العالم للأندية لكرة القدم 2013
- دوري النتيفي
  - اللقب : 2010

## روابط خارجية
- ياسين الحظ على موقع قاعدة بيانات كرة القدم.إي يو (الإنجليزية)
- ياسين الحظ على موقع Soccerway.com (الإنجليزية)
- ياسين الحظ على موقع كووورة

- Profil du joueur sur footballdatabase